# Adriana Asenjo
Adriana Asenjo Asenjo (Maipué, 6 de diciembre de 1940) es una pintora y grabadora chilena que ha incursionado principalmente en el arte contemporáneo. Además, de acuerdo al crítico de arte Waldemar Sommer, parte del trabajo de Adriana se adscribe a la nueva figuración presente en la plástica chilena.

## Vida y obra
Realizó estudios de pintura en la Universidad de Chile —donde fue alumna de Aída Poblete, Carlos Pedraza y Gracia Barrios— e incursionó en la xilografía de manera autodidacta. Fue parte del Taller 99 de Nemesio Antúnez, instancia en la que participó durante el período de refundación (1985-1989) y el período de Melchor Concha a partir de la década de 1990.
En su trabajo se «abordan temáticas en las que el hombre y la naturaleza se someten a la agresión y a las dualidades eternas de la vida y la muerte, del nacimiento y la extinción» que «prescinde del color y prefiere figuras simples a la hora de componer una imagen».
Exposiciones y distinciones
Ha participado en varias exposiciones individuales y colectivas durante su carrera, entre ellas las muestras Exposición de CRAV (1963), Borges en la Plástica (1975) y Homenaje a Borges (1978) en el Museo de Arte Contemporáneo de Santiago, Concurso de Pintura CRAV, 1968 (1968), Primer Salón Nacional de Gráfica de la Universidad Católica de Chile (1978), Exposición de Retratos y Autorretratos (1978), Teletón (1979), V Concurso de Colocadora Nacional de Valores (1979), Tercer Salón Nacional de Gráfica de la Universidad Católica de Chile (1982), Exposición Museo Abierto (1990), Derechos Humanos de la Esperanza a la Creación (1990), La Mujer en el Arte (1991), Grabados Chilenos, Mirada Retrospectiva (1993), Seis grabadores del 99 (1996), Cincuenta  Años Taller 99 (2006) y Desde la matriz (2012) en el Museo Nacional de Bellas Artes de Chile, entre otras exposiciones en Chile, América Latina, Europa y Asia.
El año 2011 recibió una nominación al Premio Altazor de las Artes Nacionales en la categoría grabado y dibujo por Xilografías.